# 윤종기
윤종기(尹宗基, 1959년 4월 10일 ~ )는 대한민국의 준정부기관인이었다.

## 출신 학교
- 광주인성고등학교 졸업
- 동국대학교 경찰행정학과 학사
- 고려대학교 정책대학원 행정학 석사

## 경력
- 1999년 : 경찰특공대 대장
- 2002년 : 충남지방경찰청 경비교통과 과장
- 2003년 : 충남 서천경찰서 서장
- 2004년 : 서울지방경찰청 제1기동대 대장
- 2006년 3월 ~ 2007년 1월 : 제65대 서울혜화경찰서 서장
- 2007년 : 서울지방경찰청 경비2과 과장
- 2008년 : 서울지방경찰청 교통안전과 과장
- 충북지방경찰청 차장
- 서울지방경찰청 경비부 부장
- 2010년 ~ 2013년 12월 : 서울지방경찰청 차장
- 2013년 12월 ~ 2014년 12월 : 제28대 충북지방경찰청 청장
- 2014년 12월 ~ 2015년 12월 : 제28대 인천지방경찰청 청장
- 2016년: 더불어민주당 입당
- 2016년 5월 ~ 2018년 2월: 더불어민주당 인천광역시당 연수구 을 지역위원회 위원장
- 2018년 2월 ~ 2021년 2월 : 제15대 도로교통공단 이사장

## 역대 선거 결과
| 실시년도 | 선거   | 대수 | 직책     | 선거구         | 정당         | 득표수    | 득표율          | 순위 | 당락 | 비고 |
| -------- | ------ | ---- | -------- | -------------- | ------------ | --------- | --------------- | ---- | ---- | ---- |
| 2016년   | 총선   | 20대 | 국회의원 | 인천 연수구 을 | 더불어민주당 | 27,540 표 | \| \| 37.05% \| | 2위  | 낙선 |      |
|          | 37.05% |      |          |                |              |           |                 |      |      |      |